# Trình (họ)
Trình là một họ của người châu Á. Họ này có mặt ở Việt Nam, Trung Quốc (chữ Hán: 程, Bính âm: Cheng) và Triều Tiên (Hangul: 정, Romaja quốc ngữ: Jeong). Trong danh sách Bách gia tính họ này chỉ đứng thứ 133 nhưng người mang họ Trình đông thứ 33 ở Trung Quốc theo thống kê năm 2006. Ở Việt Nam, họ Trần có thời gian phải đổi sang họ Trình vì lý do lịch sử.

## Người Việt Nam họ Trình nổi tiếng
- Tướng Công Trình Đống Người quê gốc Thái Bình kết duyên cùng bà Lý Thị Ngọc Mai người sinh quán Quý Hương, An Thái, Vụ Bản, Nam Định.sinh được năm người con trai là Trình Xuân, Trình Duyên, Trình Nghiêm, Trình Lang, Trình Tiến. Sau khi Ông đi Xứ nhà Hán Thấy ông là người tài giỏi. Nên giữ lại làm quan và cho người sang đón vợ con sang quy phục nhà Hán.(lúc bấy giờ người Nam việt gọi là phản quốc nên sử sách không biên chép).. Dưới sự ép buộc và truy lùng của Thái Thú Tô Định. mẹ con bà đã chạy chốn ngược dòng sông đáy đến Thiên Lộc Phủ Đức Quang (nay là xã Hoàng Diệu Huyện Chương Mỹ Hà Nội) . Gặp ông tù trưởng Đặng Công Thành cưu mang giúp đỡ,hai chung sống với nhau nhưng bà vẫn thủ tiết chờ chồng. 5 năm sau ông Đặng Công Thành bị bệnh mà chết. Năm mẹ con bà đã thành lập quân tập luyện và chống trả quân nhà Hán. Sau đó đầu quân cùng Trưng Trắc và Trưng Nhị khởi nghĩa Hai bà Trưng. Sau chiến thắng bà được phong là Chiêu Dung Công Chúa. Đất nước Thái bình không được lâu thì bị quân Mã Viện tiến đánh Trưng Trắc, Trưng Nhị thua trận. Mẹ con bà cũng bị thua và chay về Hà Trung thanh Hóa thì đội quân tan giã hoàn toàn. Bà đã hóa tại đây. Nghĩa quân mạnh ai lấy chạy. Để tưởng nhớ công lao của mẹ con bà Nhiều nơi đã lập đền thờ như ở Phủ Dày  Nam Định bà được thờ cạnh chúa Liễu Hạnh.Tại xã An Thái Vụ bản nơi sinh ra Bà có đền thờ Chầu Đệ Tứ Khâm Sai. tại Hà Trung Thanh Hóa có Đền thờ bà gọi là Chiêu Dung Công Chúa (Chầu đệ Tứ Khâm Sai)..Chùa Bồ Đề có đền Chầu Bà. Đền thờ ở Bát Tràng, đền thờ Bà Chiêu Dung Công Chúa và con Út Trình Tiến ở thôn Đống Long xã Hòa Lâm huyện Ứng Hòa Hà Tây.
- Trình Xuân, Trình Duyên, Trình Nghiêm, Trình Lang, Trình Tiến là năm vị tướng dưới thời Hai bà Trưng 39-43 SCN. Đình thờ các vị tại Kim Cốc xã Hoàng Diệu Chương Mỹ Hà nội. Đình Cốc Thượng thờ Ông Trình Xuân và Trinh Nghiêm. Đình Cốc Trung thờ Bà và con út Trình Tiến đền Cốc Hạ thờ Trình Duyên và Trình Lang. Lễ hội tổ chức ngày 15 tháng 2 hàng năm.
- Trình An Tể, là một vị tướng của Đinh Bộ Lĩnh, tham gia đánh dẹp 12 sứ quân. Ông được thờ ở đình Băng Trai, Hải Dương.
- Trình Minh, một nhân vật lịch sử tài năng và mưu lược, người đã có công giúp vua Đinh Tiên Hoàng bình định xong loạn 12 sứ quân hồi thế kỷ X. Khi Lê Hoàn lên ngôi đã cho vời Trình Minh nhiều lần, nhưng do quan điểm Trung quân với nhà Đinh, ông đã cự tuyệt không ra làm quan với Triều Lê. Đền thờ tại Núi Phượng  Ngọc Chuế xã Hà Châu Hà Trung Thanh Hóa.
- Trình Thuấn Du: (1402-1481), từng thi đỗ Thái học sinh (Tiến sĩ) đời nhà Trần; niên hiệu Thuận Thiên thứ 2(1429) đời vua Lê Thái Tổ ông lại ra thi khoa Minh kinh tại hành cung Bồ Đề và đỗ thứ hai. Trải làm quan đến chức Tuyên Lực Đại phu, Nhập nội Hành khiển, Học sĩ Hàn lâm viện Thừa chỉ,Tri tam quán sự kiêm Khu mật viện sự,Nhập thị kinh diên. Cùng với Nguyễn Trãi,ông được cử làm chức Thiếu bảo và Hữu bật vào cung dạy học cho vua Lê Thái Tông. Tác phẩm của ông còn lại rất ít, nổi tiếng có bài "Hạ tiệp" (Mừng thắng trận) và bài "Chí Linh sơn phú" Năm Nhâm Tuất Đại Bảo thứ 3 (1442) mở khoa thi tiến sĩ,số thí sinh ứng thí 450 người, qua thi Hội lấy trúng cách 33 người. Vào thi Đình, vua ngự ở điện Hội Anh, đích thân ra đề thi văn sách. Ban giám khảo (gọi là Độc quyển) gồm các vị Hàn lâm viện học sĩ Nguyễn Trãi, Nguyễn Mộng Tuân, Trình Thuấn Du, Lý Tử Tấn cùng hầu vua chấm bài. Vua đích thân cầm bài duyệt lại rồi quyết định thứ bậc cao thấp: Ba vị Tam khôi là Trạng nguyên Nguyễn Trực, Bảng nhãn Nguyễn Như Đỗ và Thám hoa Lương Như Hộc v.v...Vua định lệ khắc tên các tiến sĩ vào bia đá.
- Trình Hiển: Người huyện Cổ hoằng nay thuộc tỉnh Thanh Hóa. Ông thi đỗ khoa Minh Kinh năm Kỷ Dậu niên hiệu Thuận Thiên thứ 2 (1429) đời Lê Thái Tổ. Làm quan đến chức Thị Ngự Sử, từng được cử đi sứ nhà Minh.
- Trình Thanh, tự Trực Khanh, hiệu Trúc Khê, đỗ khoa Hoành từ năm Tân Hợi 1431, niên hiệu Thuận Thiên thứ tư đời Lê Thái Tổ. Ông nguyên họ Hoàng, người gốc ở huyện Ứng Hòa chuyển cư đến Đa Sĩ, sau đổi họ Trần, rồi lại đổi họ Trình. Trình Thanh làm quan đến chức Nội mật viện chánh chưởng Hàn lâm viện, Hữu thị lang trung, Tham tri... Ông là một tác gia nổi tiếng đương thời, để lại cho đời 20 bài thơ trong sách Toàn Việt thi lục.
- Trình Chí Sâm: Người Khúc Phố, Vĩnh Xương(nay là quận ba Đình-Hà Nội),trú quán thôn Từ Hồ, Đông Yên(nay thuộc thôn Từ Hồ, xã Yên Phú, huyện Yên Mỹ, tỉnh Hưng Yên).Ông thi đỗ Tiến sĩ năm Đinh mùi (1487), Vua Lê Thánh Tông đã sai Thân Nhân Trung soạn bi ký khắc tên ông và các vị Tiến sĩ đồng khoa vào bia(bia số 8) ở Văn Miếu-Quốc Tử Giám. Ngoài ra tên của ông còn được lưu danh trong Văn miếu Bắc Ninh và Hưng Yên.Ông trải qua làm quan triều Lê đến chức Thượng thư Bộ Công, Chưởng Lục bộ kiêm Đông các Đại học sĩ, được phong tước Từ Hồ Bá.
- GS.TS Trình Quang Phú sinh năm 1940 tại xã An Chấn, huyện Tuy An, tỉnh Phú Yên, Viện trưởng Viện Nghiên cứu Phát triển Phương Đông; Ủy viên Ủy ban Trung ương, Phó Chủ nhiệm Hội đồng Đối ngoại và Việt kiều của Mặt trận Tổ quốc Việt Nam Khóa V và VI; Ủy viên Đoàn Chủ tịch Liên hiệp các Hội Khoa học và Kỹ thuật Việt Nam phụ trách phía Nam, Phó Chủ tịch Quỹ hòa bình và phát triển Việt Nam. Trước đây Ông từng là trợ lý Chủ tịch Nguyễn Hữu Thọ; Thành viên Ban Tư vấn Thủ tướng Chính Phủ. Trình Quang Phú còn là Hội viên Hội Nhà báo, Hội viên Hội Nhà văn Việt Nam, Nhà nghệ sĩ nhiếp ảnh có tên tuổi trong giới văn nghệ cả nước với các bút danh Hồng Phú, Hồng Thanh... Các tác phẩm của ông chủ yếu viết về Chủ tịch Hồ Chí Minh và về cuộc sống chiến đấu của đồng bào miền Nam trong thời kỳ chống đế quốc Mỹ xâm lược mà tiêu biểu là: Từ Làng Sen đến Bến Nhà Rồng, Đường Bác Hồ đi cứu nước, Theo Bác Hồ đi kháng chiến, Người con gái Tuy Hòa, Còn với non sông một chữ tình, Sa Vĩ- Cà Mau, Ký sự xứ người.... Ở lĩnh vực nhiếp ảnh, khi là phóng viên chiến trường Trình Quang Phú đã có nhiều tác phẩm nổi tiếng, trong đó tác phẩm: Tổ xung kích mặt trận Khe Sanh đoạt Huy chương vàng Festival Thanh niên Thế giới Sofia 1968 và tác phẩm: Tuần Tra đoạt Giải Grand Prix ảnh Liên Xô năm 1978.
- Pgs TS Trình Mưu (1945 – 2012), quê quán  Phú Thọ. Sau khi tốt nghiệp  Khoa Lịch sử Trường Đại học Tổng hợp Hà Nội chuyên ngành lịch sử hiện đại và lịch sử Đảng khoá X (1965-1969), ông công tác tại Ban nghiên cứu Văn Sử, Địa trực thuộc Trung ương Đảng Lao động Việt Nam.
- Pgs.Ts Trình Năng Chung, sinh 1954, Nghiên cứu viên cao cấp, nguyên Trưởng phòng Quản lý khoa học và đào tạo Viện Khảo cổ học Việt Nam. Ông có hơn 100 bài công bố trên các tạp chí chuyên ngành trong và ngoài nước và hơn 270 bài nghiên cứu công bố trong các Tập san hay Kỷ yếu các Hội thảo khoa học trong và ngoài nước. Ông cũng là tác giả và đồng tác giả của 20 cuốn sách. Hướng nghiên cứu chủ yếu của ông là Văn hóa Tiền sử và sơ sử Việt Nam, Đông Nam Á và Nam Trung Quốc.
- Trình Minh Thế, thủ lĩnh quân sự trong Chiến tranh Đông Dương lần thứ nhất
- Trình Văn Thống, Thiếu tướng - Cục trưởng Cục An ninh Tây Nguyên của Việt Nam
- Trình Mỹ Duyên, nữ diễn viên người Việt Nam, đóng vai Thúy Kiều trong Kiều (phim).

## Người Trung Quốc họ Trình nổi tiếng
- Trình Phổ (không rõ năm sinh và năm mất), tự là Đức Mưu người ở Thổ Ngân, Tả Bắc Hà {Nay thuộc Phụng Nhuận, Hà Bắc, Trung Quốc.

Sinh ra ở thời Tam Quốc, Trình Phổ theo Tôn Kiên, sau đó là Tôn Sách đánh dẹp các nơi, dự nhiều trận chiến lớn. Khi Tôn Sách qua đời, Trình Phổ cùng Trương Chiêu phò tá em Sách là Tôn Quyền. Năm 208, Tào Tháo mang trăm vạn quân đánh chiếm Kinh châu rồi tiến sang Giang Đông. Trình Phổ lĩnh chức Hữu đô đốc, cùng Chu Du lĩnh 3 vạn quân ra kháng cự, đại phá quân Tào ở trận Xích Bích. Năm 210, Chu Du mất, Trình Phổ thay Chu Du lĩnh chức Thái thú Nam Dương sau được thăng làm Đãng khấu tướng quân kiêm chức thái thú Linh Lăng. 
- Trình Dục, tự Trọng Đức (141 - 220) là một quân sư của Tào Tháo trong thời kỳ Tam Quốc của lịch sử Trung Quốc.
- Trình Giảo Kim, (589-665) tự Tri Tiết, là một danh tướng, khai quốc công thần nhà Đường,từng lập nhiều chiến công hiển hách và được phong làm Lỗ quốc Công. Năm Trinh Quán thứ 17, Đường Thái Tông ra lệnh cho họa sĩ Diêm Lập Bản vẽ tranh chân dung của ông cùng với 23 vị công thần khác vào bức họa lấy tên là "Nhị thập tứ công thần đồ ", treo tại Lăng Yên Các nhằm tưởng nhớ công lao của những người đã góp công lớn xây dựng nên cơ nghiệp nhà Đường thuở ban sơ.
- Trình Quốc Anh, vua nước Xiêm
- Nhị Trình: Hai anh em Trình Hạo và Trình Di, triết gia thời Bắc Tống học trò của Chu Đôn Di.
- Trình Bằng Phi, viên tướng chỉ huy kỵ binh nhà Nguyên trong cuộc chiến tranh với Đại Việt
- Trình Tiềm, tướng lĩnh quân đội Quốc Dân Đảng Trung Quốc, Tỉnh trưởng Hà Nam (Trung Quốc) thời Trung Hoa Dân Quốc
- Trình Tiểu Đông, là một nhà làm phim của điện ảnh Hồng Kông
- Trình Tiêu, nữ ca sĩ, vũ công người Trung Quốc, thành viên nhóm nhạc Cosmic Girls
- Trình Nghiên Thu, diễn viên